# 伊哈卜·谢里夫
伊哈卜·谢里夫（阿拉伯语：إيهاب الشريف，羅馬化：Ihab el-Sherif，1954年—2005年7月）是埃及驻伊拉克大使。他于2005年7月3日被绑架，当时他在巴格达踏出轿车去买报纸。他成为目标可能是因为，这位埃及高级外交官是阿拉伯国家派往美国支持的伊拉克政府的第一位全衔大使。他以前是驻以色列的代办。
在伊拉克进行圣战的基地组织2005年7月6日在一个网站上发布消息说，该组织已决定杀死谢里夫先生。他的处死并没有录像发布，但是有证实其身份的录像。
2005年7月7日，伊拉克基地组织在互联网上宣称已杀死谢里夫。接着，他的死亡由埃及政府确认。埃及总统胡斯尼·穆巴拉克说这起谋杀不会吓阻埃及支持伊拉克。